# Charleroi Coal Miners
Gli Charleroi Coal Miners sono una squadra di football americano di Charleroi, in Belgio, fondata nel 2012 in seguito alla fusione degli Charleroi Cougars con gli Charleroi Steelers.

## Dettaglio stagioni

### Campionato

#### BFL/BAFL Elite
| Stagione | regular season | regular season | regular season | regular season | regular season | regular season | playoff | playoff | playoff | playoff | playoff | playoff   | playoff    |
|          | Vin            | Par            | Per            | Tot            | PF             | PS             | Vin     | Per     | Tot     | PF      | PS      | risultato | avversaria |
| -------- | -------------- | -------------- | -------------- | -------------- | -------------- | -------------- | ------- | ------- | ------- | ------- | ------- | --------- | ---------- |
| 2014     | 1              | 0              | 4              | 5              | 42             | 196            | -       | -       | -       | -       | -       | -         | -          |
| 2018     | 2              | 0              | 5              | 7              | 91             | 190            | -       | -       | -       | -       | -       | -         | -          |
| 2019     | 3              | 0              | 4              | 7              | 107            | 149            | -       | -       | -       | -       | -       | -         | -          |
| 2020     | 0              | 0              | 0              | 0              | 0              | 0              | -       | -       | -       | -       | -       | -         | -          |
| Totale   | 6              | 0              | 13             | 19             | 240            | 535            | -       | -       | -       | -       | -       |           |            |

Fonti: Enciclopedia del Football - A cura di Roberto Mezzetti

#### LFFA DII
| Stagione | regular season | regular season | regular season | regular season | regular season | regular season | playoff | playoff | playoff | playoff | playoff | playoff        | playoff                |
|          | Vin            | Par            | Per            | Tot            | PF             | PS             | Vin     | Per     | Tot     | PF      | PS      | risultato      | avversaria             |
| -------- | -------------- | -------------- | -------------- | -------------- | -------------- | -------------- | ------- | ------- | ------- | ------- | ------- | -------------- | ---------------------- |
| 2015     | 2              | 0              | 2              | 4              | 62             | 157            | -       | -       | -       | -       | -       | -              | -                      |
| 2016     | 2              | 0              | 4              | 6              | 146            | 110            | 1       | 0       | 1       | 19      | 2       | Non retrocessi | Braine-le-Comte Sharks |
| 2017     | 5              | 0              | 1              | 6              | 164            | 49             | 1       | 0       | 1       | 44      | 7       | Campioni       | Andenne Bears          |
| Totale   | 6              | 0              | 6              | 12             | 372            | 316            | 2       | 0       | 2       | 63      | 9       |                |                        |

Fonti: Enciclopedia del Football - A cura di Roberto Mezzetti

## Riepilogo fasi finali disputate
| Anno           | Luogo   | Evento           | Fase del torneo | Incontro                                              | Risultato |
| 19 giugno 2016 | Andenne | LFFA Division II | Playout         | Braine-le-Comte Sharks - Charleroi Coal Miners        | 2 - 19    |
| 25 giugno 2017 | Andenne | LFFA Division II | Playoff         | Charleroi Coal Miners - Grez-Doiceau Fighting Turtles | 12 - 0    |

## Palmarès
- 1 LFFA Division II (2017)